# 날다람쥐
날다람쥐(Petaurista leucogenys)는 다람쥐과에 속하는 설치류의 일종이다. 구대륙에 서식하는 2종의 날다람쥐류 중의 하나이다. 일본의 토착종으로 혼슈와 시코쿠, 규슈의 아한대 숲과 상록수림에서 서식한다. 머리부터 몸까지 길이는 50cm이고 꼬리 길이도 거의 같으며, 손목과 발목을 연결하는 막이 있어서 나무와 나무 사이를 활공할 수 있다. 주로 과일과 씨앗을 먹는다. 가을에 한 번 번식을 하며, 한 두 마리의 새끼를 동굴 속에서 낳는다. 특별한 위협 요인은 없고, 비교적 널리 분포하고 흔하게 발견되어 국제 자연 보전 연맹(IUCN)이 "관심대상종"으로 분류하고 있다.